# Euippe (Tochter des Leukon)
Euippe (altgriechisch Εὐίππη Euíppē) ist eine Frauengestalt der griechischen Mythologie.
Euippe war die Tochter des böotischen Heroen Leukon und Enkelin des Athamas. Sie zeugte entweder mit ihrem Gatten Andreus von Orchomenos oder mit dem Flussgott Kephissos einen Sohn namens Eteokles, der den Kult der drei Chariten in Orchomenos begründet haben soll.